# Montagne de Cou
La montagne de Cou est une montagne de France située en Haute-Savoie.

## Géographie

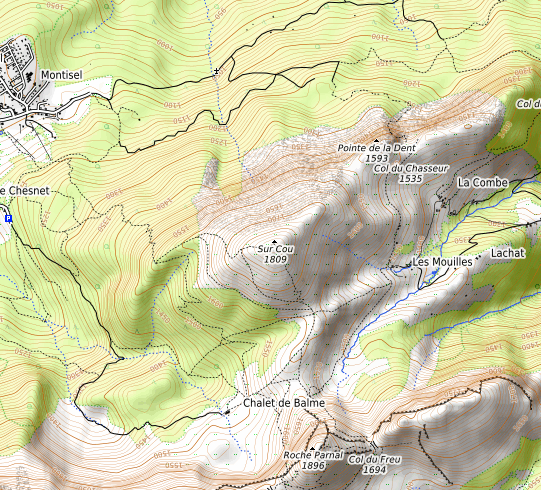
Carte topographique.

La montagne est située dans le Nord-Ouest du massif des Bornes, au-dessus des villages de Saint-Laurent et Saint-Sixt dans la vallée de l'Arve au nord. Elle est reliée au reste du massif des Bornes par le col de Cou au sud avec par-delà la roche Parnal. Le sommet de la montagne, appelé Sur Cou, culmine à 1 809 mètres d'altitude et constitue un site de départ de vol libre. Il est accessible par un sentier de randonnée depuis la vallée du Borne à l'est ou la station de sports d'hiver d'Orange sur le flanc occidental de la montagne via le col de Cou. Son versant Sud-Est forme un alpage appelé montagne de Bellajoux tandis que le versant Nord boisé porte le nom de Dessous la montagne de Cou.
Elle est constituée d'un crêt délimité au nord par des falaises de calcaire urgonien sur lesquels reposent des terrains hauterivien et valanginien. La stratigraphie est ici localement inversée en raison d'un plissement ayant donné un anticlinal partiellement renversé sur son flanc occidental. À l'extrémité orientale de la montagne, le crêt s'abaisse jusqu'aux berges du Borne où les falaises de la montagne de Cou et de la pointe d'Andey forment une cluse appelée gorges des Evaux. Tout le long du crêt s'égrènent des antécimes et de petits cols qui sont, du sommet jusqu'au Borne, la pointe de la Dent (1 591 mètres d'altitude), le col des Chasseurs, le col du Pacheux, le passage de la Cache et le col de la Garde. Juste au nord, au-dessus du village de Saint-Laurent et des gorges des Evaux, se trouvent les ruines du château de Cornillon.

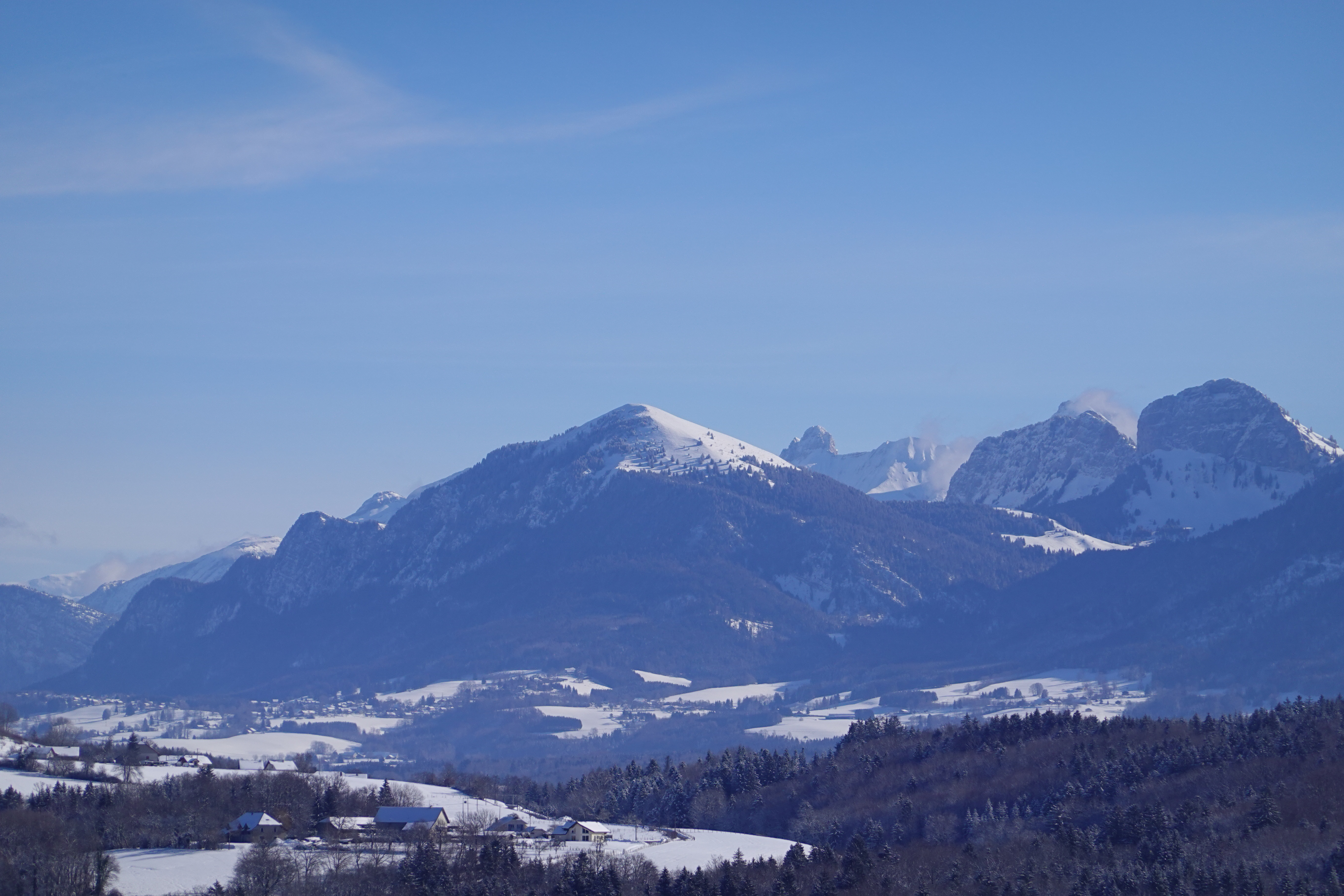
Vue hivernale depuis Cruseilles à l'ouest de la montagne de Cou (au centre) avec à droite les falaises du rocher des Tampes et de la roche Parnal et en arrière plan la pointe du Midi dans la chaîne du Bargy.